# Rossi X-ray Timing Explorer
Il Rossi X-ray Timing Explorer (RXTE), a volte citato anche come Explorer 69, è un satellite NASA del programma Medium Explorer (facente parte del più vasto Programma Explorer) così battezzato in onore del fisico italiano Bruno Rossi. Il satellite è stato progettato e utilizzato per più di sedici anni per osservare la variazione nel tempo delle sorgenti astronomiche di raggi X. Per osservare tali raggi provenienti da buchi neri, stelle di neutroni, pulsar a raggi X e lampi X (questi ultimi provenienti da un particolare tipo di stelle binarie a raggi X), l'RXTE è dotato di tre particolari strumenti: l'All Sky Monitor (ASM), il Proportional Counter Array (PCA) e l'High-Energy X-ray Timing Experiment (HEXTE).

## Lancio e operazioni
Realizzato da una collaborazione del Goddard Space Flight Center della NASA e del Massachusetts Institute of Technology, il Rossi X-ray Timing Explorer è stato lanciato dalla base di Cape Canaveral il 30 dicembre 1995 grazie a un razzo Delta II e posto in un'orbita terrestre bassa, a circa 600 km di altezza.
Negli anni grazie a RXTE sono state realizzate o confermate molte scoperte, tanto che, alla fine della sua operatività, nel gennaio 2012, erano stati pubblicati più di 2.200 articoli scientifici basati sulle osservazioni del satellite. Per citare alcuni esempi: nel gennaio 2006 è stato annunciato che grazie all'RXTI era stato localizzato, nella galassia M82 quello che poteva essere un buco nero di massa intermedia, battezzato M82 X-1; nel febbraio 2006, dati ricavati dalle osservazioni dell'RXTE sono stati utilizzati per dimostrare che l'emissione diffusa di fondo nei raggi X presente nella nostra galassia deriva da innumerevoli e mai identificate prima nane bianche e dalla corona di altre stelle; nell'aprile 2008, le osservazioni di RXTE sono state utilizzate per dedurre le dimensioni del più piccolo buco nero fino ad allora conosciuto.
Osservazioni svolte con il Rossi X-ray Timing Explorer sono state inoltre utilizzate per provare l'effetto di trascinamento previsto dalla teoria della relatività generale di Albert Einstein.
L'RXTE ha terminato le sue operazioni il 4 gennaio 2012, dopo poco più di 16 anni di attività, con l'osservazione della sorgente X denominata Scorpius X-1. Secondo i responsabili del progetto alla NASA, il rientro atmosferico del satellite è atteso "tra il 2014 e il 2023".

## Strumentazione

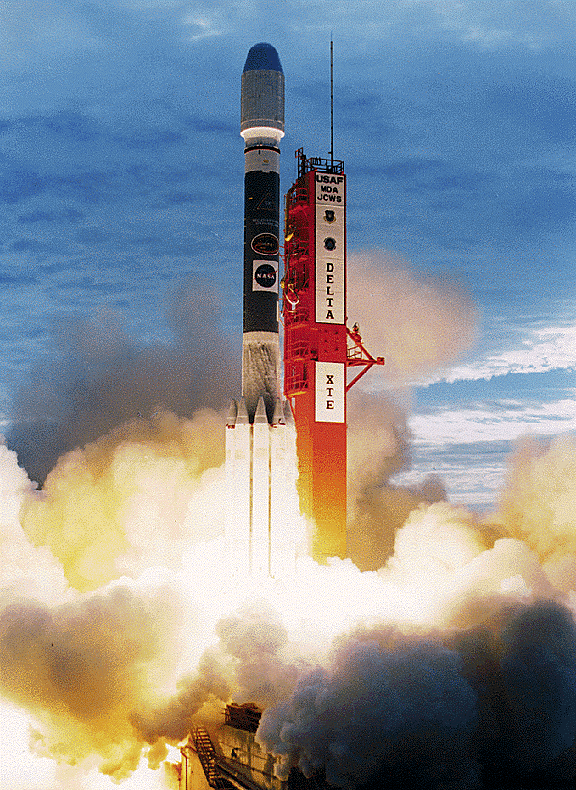
Il lancio dell'RXTE.

### All-Sky Monitor (ASM)
Costruito dal Center of Space Reaserch, presso il MIT, l'ASM è formato da tre speciali fotocamere (chiamate Scanning Shadow Cameras) grandangolari equipaggiate con contatori proporzionali per un'area totale di 90 cm2 e poste su un braccio rotante. L'ASM assicura un monitoraggio permanente della volta celeste fornendo dati costantemente aggiornati su sorgenti di raggi X variabili e spesso imprevedibili, osservando l'80% del cielo ogni 90 minuti. Lo strumento identifica le sorgenti di raggi X con un'energia compresa tra 2 e 10 keV, con una sensibilità di 30 millicrab, individuandole con una risoluzione spaziale di 3' × 15'.

### Proportional Counter Array (PCA)
Costruito dalla Exploration of the Universe Division, presso il GSFC, Il PCA è un insieme di cinque contatori proporzionali dall'area totale di 6500 cm² per raggi X a bassa energia, in particolare compresa tra 2 e 60 KeV. Il campo osservato dal PCA è di 1° e la sua sensibilità è di 0,1 millicrab mentre la risoluzione temporale è di 1 µs.

### The High Energy X-ray Timing Experiment (HEXTE)
Costruito dal Center for Astrophysics & Space Sciences (CASS) dell'Università della California a San Diego, l'HEXTE è formato da due gruppi di quattro rivelatori phoswich. Ognuno dei due gruppi può oscillare in modo da fornire anche misure, effettuate con una risoluzione temporale massima di 8 µs, ad una distanza di 1,5° o 3° dalla sorgente. L'HEXTE ha un campo visivo di 1° ed è riservato alla misura di raggi X ad alta energia, in particolare compresa tra 15 e 250 keV; la sua sensibilità è di 1 crab.